# Prometheus Rising
Prometheus Rising est un livre écrit par Robert Anton Wilson en 1983. Cet ouvrage consiste en une présentation et une adaptation des travaux de Timothy Leary à propos de son modèle de l'esprit humain en huit circuits de conscience.
Robert Anton Wilson s'est basé sur le modèle proposé par Timothy Leary mais l'a adapté en y ajoutant des réflexions personnelles et en le reliant aux travaux de Gurdjieff, au yoga de Patañjali, au tarot d'Aleister Crowley.
Ce texte est issu de la thèse que Wilson a présenté à l'université alternative de Paideia en 1978-79 sous le titre : The Evolution of Neuro-Sociological Circuits : A Contribution to the Sociobiology of Consciousness.
À la fin de chaque chapitre, des exercices pratiques sont proposés au lecteur.
Quantum Psychology, paru en 1990, peut être considéré comme la suite de Prometheus Rising.

## Les huit circuits
Ces 8 circuits avaient déjà été présentés (avec des noms légèrement différents) dans un précédent ouvrage de Robert Anton Wilson : Cosmic Trigger I: Final Secret of the Illuminati, paru en 1977.
Ces circuits sont les suivants :
1. Le circuit oral de survie biologique
2. Le circuit anal émotionnel
3. Le circuit sémantique
4. Le circuit moral socio-sexuel
5. Le circuit holistique neurosomatique
6. Le circuit collectif neurogénétique
7. Le circuit de la méta-programmation
8. Le circuit quantique non-local